# Erasme de Janer i de Gònima
Erasme de Janer i de Gònima   (Barcelona, 10 de juny de 1791 - Barcelona, 19 de març de 1862) fou un industrial tèxtil, hisendat i polític barceloní, alcalde de Barcelona el 1846.

## Biografia
Era fill de Domènec de Janer i Sunyer, comerciant d'Esparreguera, i de Josepa de Gònima i Coll, de Barcelona, i net de l'industrial Erasme de Gònima i Passarell. Casat el 1813 amb Josepa de Gironella i Ayguals i en segones núpcies amb Josepa Vendrell, fou pare del polític carlí Josep Erasme de Janer i de Gironella.
Fou un dels més destacats fabricants de teixits del seu temps, i tenia una gran fàbrica al carrer de la Riera Alta, coneguda com Ca l'Erasme. Celebrà als seus locals una remarcable exposició industrial. Va presidir la Comissió de Fàbriques i el Cos de Fàbriques de Teixits i Filats de Cotó (1822).
Fou un dels prohoms i grans contribuents de la Barcelona de mitjans del segle xix. Va ser alcalde de Barcelona entre gener i agost del 1846 i diputat provincial moderat (1852-1854 i 1856-1858) per Barcelona. Fou membre de la junta de govern de la Caixa d'Estalvis i Mont de Pietat de Barcelona, un dels fundadors de l'Institut Agrícola Català de Sant Isidre (1851) i de la Societat Econòmica Barcelonesa d'Amics del País (1822), així com director del Teatre Principal a Barcelona.
Al barri del Raval de Barcelona hi ha un carrer amb el seu nom, a prop d'on va viure, i un equipament municipal.